# Kazuhisa Kono
Kazuhisa Kono (japonsko 河野 和久), japonski nogometaš, * 30. december 1950.
Za japonsko reprezentanco je odigral eno uradno tekmo.